# Никольский, Яков Дмитриевич
Яков Дмитриевич Никольский (1764—1839) — православный писатель и протоиерей XIX века.

## Биография
Яков Никольский родился в 1764 году, на Благовещенском погосте Александровского уезда (Владимирской губернии), в семье священника. В детстве лишился отца. В сентябре 1776 года поступил в Троицкую лаврскую семинарию. В 1787 году был направлен в Николо-Греческий монастырь для изучения греческого языка. С 1788 года занимал должность учителя, а с января 1792 года переведен на кафедру риторики, поэзии, еврейского языка в Троицкой лаврской семинарии. По поручению митрополита Платона он занимался переводами и писал письма на греческом языке, направленные восточным патриархам. В 1795 году уволен из семинарии и рукоположен в священника с назначением в церковь Рождества Христова в Кудрине. 12 апреля 1810 года, по указу Святейшего Синода, назначен членом Московской духовной цензуры. В 1813 году переведен в Архангельский собор, по представлению архиепископа Августина. По указу Святейшего Синода, 13 марта 1816 года, он был переведен в Успенский собор в Москве в чине протопресвитера с награждением камилавкой и наперсным крестом. С 1827 по 1829 года в Варшаве, по указанию Святейшего Синода, занимался устройством греко-российской церкви в Царстве Польском.
Он был членом конференции Московской духовной академии, член Московской конторы правительствующего Синода с 1816 года, директором Библейского общества (осуществлял надзор за изданием Библии на греческом языке).
Скончался 30 ноября 1839 года. Отпевание проходило в соборном храме бывшего Крестовоздвиженского монастыря. Похоронен в некрополе Донского монастыря.

## Награды
12 (24) января 1818 года — орден Святой Анны 2-й степени,
1826 г. — орден Святого Владимира 3-й степени,
17 февраля (1 марта) 1829 года — орден Святого Владимира 2-й степени.

## Публикации
Яков Никольский написал несколько проповедей, которые, однако, так и не были опубликованы, а также издал несколько переводов, в их числе "Толкование воскресных евангелий с нравоучительными беседами" Никифора Феотоки, исправление перевода "Добротолюбия" Паисия Величковского, Библии на греческий язык, и труд «Начальные правила греческого языка».